# KV5
KV5 (англ. King's Valley № 5) — крупнейшая скальная гробница в Долине царей, принадлежавшая детям Рамсеса II. Её обнаружили ещё в 1825 году, но полноценные работы по раскопкам и исследованию начались лишь в 1995 году под руководством Кента Р. Уикса.

## История

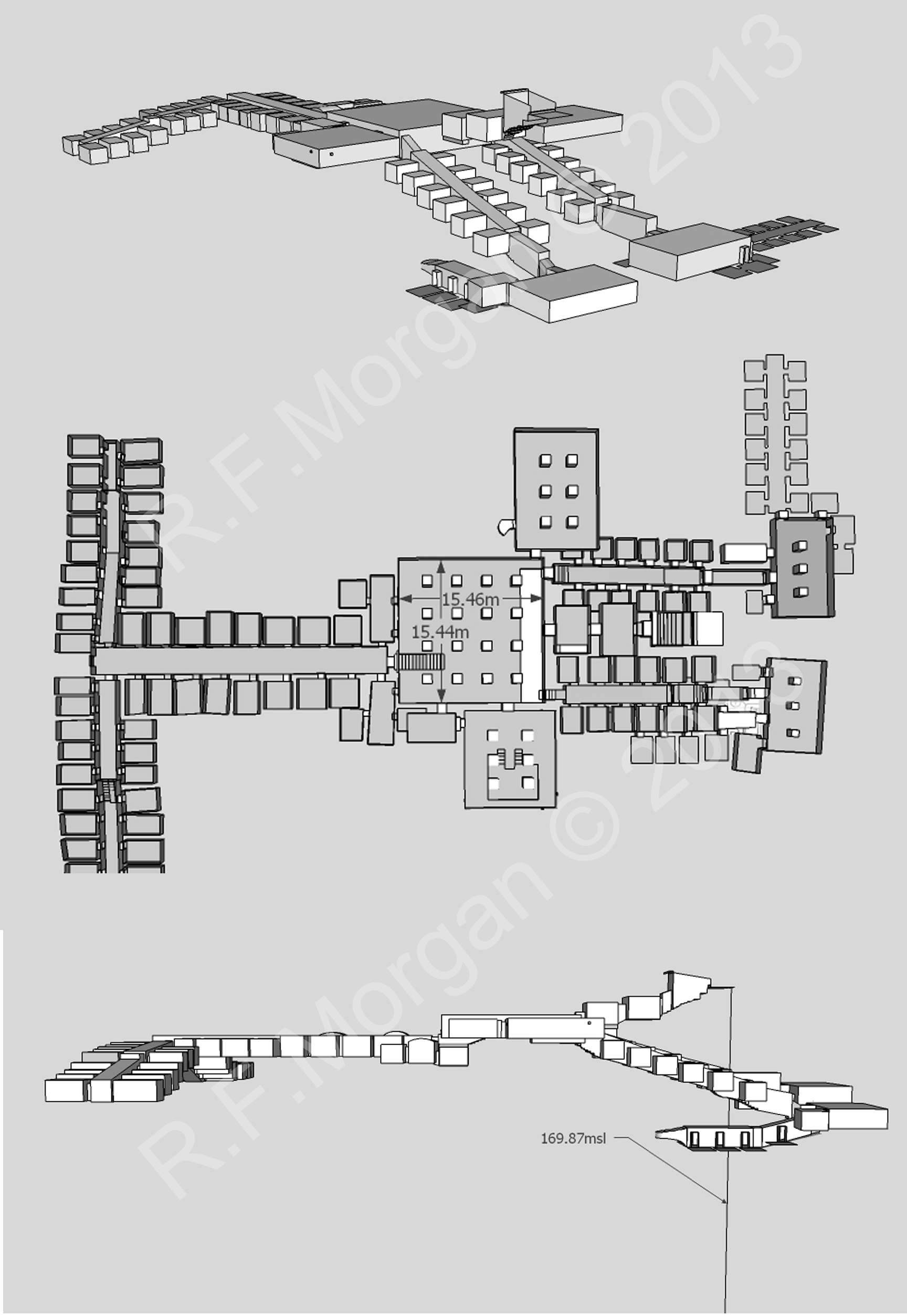
3D-план гробницы

Расположенная у входа в Долину царей гробница подверглась разграблению ещё в древности. В последующие века её постигла незавидная участь всех низколежащих гробниц, затапливаемых паводками.
Гробницу несколько раз осматривали в разные периоды истории после её обнаружения в 1825 году английским египтологом Джеймсом Бёртоном, но не смогли открыть вход в другие помещения и не заметили в гробнице ничего примечательного. В 1902 году Говард Картер, открывший гробницу Тутанхамона, использовал KV5 как склад.
Работы по расчистке гробницы начались в 1987 году в рамках проекта по картографированию Фив, но лишь в 1995 году обнаружились первые значительные находки. Египтолог Кент Уикс расчистил залы гробницы KV5, которая теперь считается одной из крупнейших в долине и второй по значимости после гробницы Тутанхамона. Около 70 погребальных комнат (равных количеству главных сыновей фараона) ответвляются от главного коридора и содержали тысячи глиняных черепков, ушебти, фаянсовые бусы, остраконы с иератическим письмом, стеклянные флаконы, драгоценности, большую статую бога Осириса. Известие об открытии вызвало сенсацию и интерес к египтологии.
Дальнейшие раскопки показали, что усыпальница представляет собой нечто большее, чем гробницу: от погребальных комнат отходят новые коридоры и залы: не менее 130 комнат или камер обнаружены в 2006 году. Лишь 7 % из них расчищены, и работы продолжаются.
Гробница расположена вблизи усыпальницы Рамсеса II и содержит останки его многочисленных сыновей и дочерей, скончавшихся в период его правления и после.